# Lê Đình Thương
Lê Đình Thương là một sỹ quan cao cấp trong Quân đội Nhân dân Việt Nam, hàm Trung tướng. Ông hiện là Chánh Thanh tra Bộ Quốc phòng Việt Nam.

## Tiểu sử và binh nghiệp
Năm 2016, Đại tá Lê Đình Thương từng giữ chức vụ Phó Chỉ huy trưởng Bộ Chỉ huy Quân sự tỉnh Quảng Ninh.
Ngày 1 tháng 9 năm 2016, Bộ trưởng Bộ Quốc phòng Ngô Xuân Lịch ban hành Quyết định số 384/QĐ-BQP bổ nhiệm Đại tá Lê Đình Thương, Phó Chỉ huy trưởng giữ chức vụ Chỉ huy trưởng Bộ Chỉ huy Quân sự tỉnh Quảng Ninh. Ông được bổ nhiệm thay thế Thiếu tướng Đỗ Phương Thuấn làm Phó Tư lệnh Quân khu 3. Trong thời gian này, ông cũng đảm nhận chức vụ Ủy viên Ban Thường vụ Tỉnh ủy, Ủy viên Ủy ban Nhân dân tỉnh Quảng Ninh.
Tháng 12 năm 2019, Thủ tướng Nguyễn Xuân Phúc ban hành Quyết định số 1777/QĐ-TTg bổ nhiệm Đại tá Lê Đình Thương, Ủy viên Ban Thường vụ Tỉnh ủy, Chỉ huy trưởng Bộ Chỉ huy Quân sự tỉnh Quảng Ninh giữ chức vụ Phó Tư lệnh Quân khu 3. Ông bàn giao lại nhiệm vụ Chỉ huy trưởng Bộ Chỉ huy Quân sự tỉnh Quảng Ninh cho Đại tá Lê Văn Long, Phó Chỉ huy trưởng, Tham mưu trưởng. Ông là Chỉ huy trưởng Bộ Chỉ huy Quân sự tỉnh Quảng Ninh thứ 3 liên tiếp được bổ nhiệm làm Phó Tư lệnh Quân khu 3, sau Trung tướng Vũ Hải Sản và Thiếu tướng Đỗ Phương Thuấn, phụ trách Kinh tế, đối ngoại quốc phòng. Đồng thời, Chủ tịch nước Nguyễn Phú Trọng cũng ban hành Quyết định 2277/QĐ-CTN thăng quân hàm thiếu tướng cho Phó Tư lệnh Quân khu 3 Lê Đình Thương.
Từ 1/7/2021, Theo quyết định của Bộ trưởng Bộ Quốc phòng, Thiếu tướng Lê Đình Thương, Phó Tư lệnh Quân khu 3 được bổ nhiệm giữ chức Chánh Thanh tra Bộ Quốc phòng, thay Trung tướng Đặng Trọng Quân, Chánh Thanh tra Bộ Quốc phòng nghỉ chờ hưu theo chế độ.